# HMS Ramillies (07)
El HMS Ramillies (número de banderí: 07) va ser un dels cinc cuirassats super-dreadnought de classe Revenge construïts per a la Royal Navy durant la Primera Guerra Mundial. Eren desenvolupaments dels cuirassats de la classe Queen Elizabeth, amb reduccions de mida i velocitat per compensar els augments de la protecció del blindatge tot conservant la mateixa bateria principal de vuit canons de 15 polzades (381 mm). Completat a finals de 1917, el Ramillies no va veure cap combat durant la guerra, ja que tant les flotes britàniques com les alemanyes havien adoptat una estratègia més prudent en aquest moment a causa de la creixent amenaça de les mines navals i els submarins.
El Ramillies va passar les dècades de 1920 i 1930 alternant entre la flota de l'Atlàntic i la de la Mediterrània. Mentre servia al Mediterrani i al mar Negre a principis de la dècada de 1920, el vaixell va anar a Turquia dues vegades com a resposta a les crisis derivades de la guerra greco-turca, inclòs el Gran Incendi d'Esmirna el 1922. També va veure una participació limitada durant la intervenció aliada a la guerra civil russa. D' altra banda, la carrera d'entreguerres del vaixell va ser tranquil·la. Amb l'esclat de la Segona Guerra Mundial el setembre de 1939, el Ramillies inicialment va ser assignat a les tasques d'escorta a l'Atlàntic Nord. El maig de 1940, va ser transferit a la flota mediterrània quan s'aproximava la guerra amb Itàlia. Després que els italians entressin a la guerra al juny, el Ramillies va bombardejar els ports italians al nord d'Àfrica, va escortar combois a Malta i va donar suport a l'atac de Tàrent al novembre.
El vaixell va tornar a les funcions d'escorta de l'Atlàntic el 1941, temps durant el qual va impedir que els dos cuirassats de la classe Scharnhorst ataquessin un comboi; també es va unir a la recerca del cuirassat Bismarck. A finals de 1941, el Ramillies va ser transferit a la Flota de l'Est a mesura que augmentaven les tensions amb el Japó; l'any següent, va ser el vaixell insígnia de la invasió de Madagascar. Mentre estava amarrada allà, va ser torpedinat i quedà molt malmès pels submarins nans japonesos. El vaixell es va actualitzar per a les tasques de bombardeig costaner el 1944, que va realitzar més tard aquell any durant el desembarcament de Normandia al juny i la invasió del sud de França a l'agost. El gener de 1945, el cuirassat desgastat va ser retirat del servei i utilitzat com a vaixell caserna annex a l'establiment d'entrenament del HMS Vernon. Finalment, es va desballestar el 1948.

## Disseny i descripció

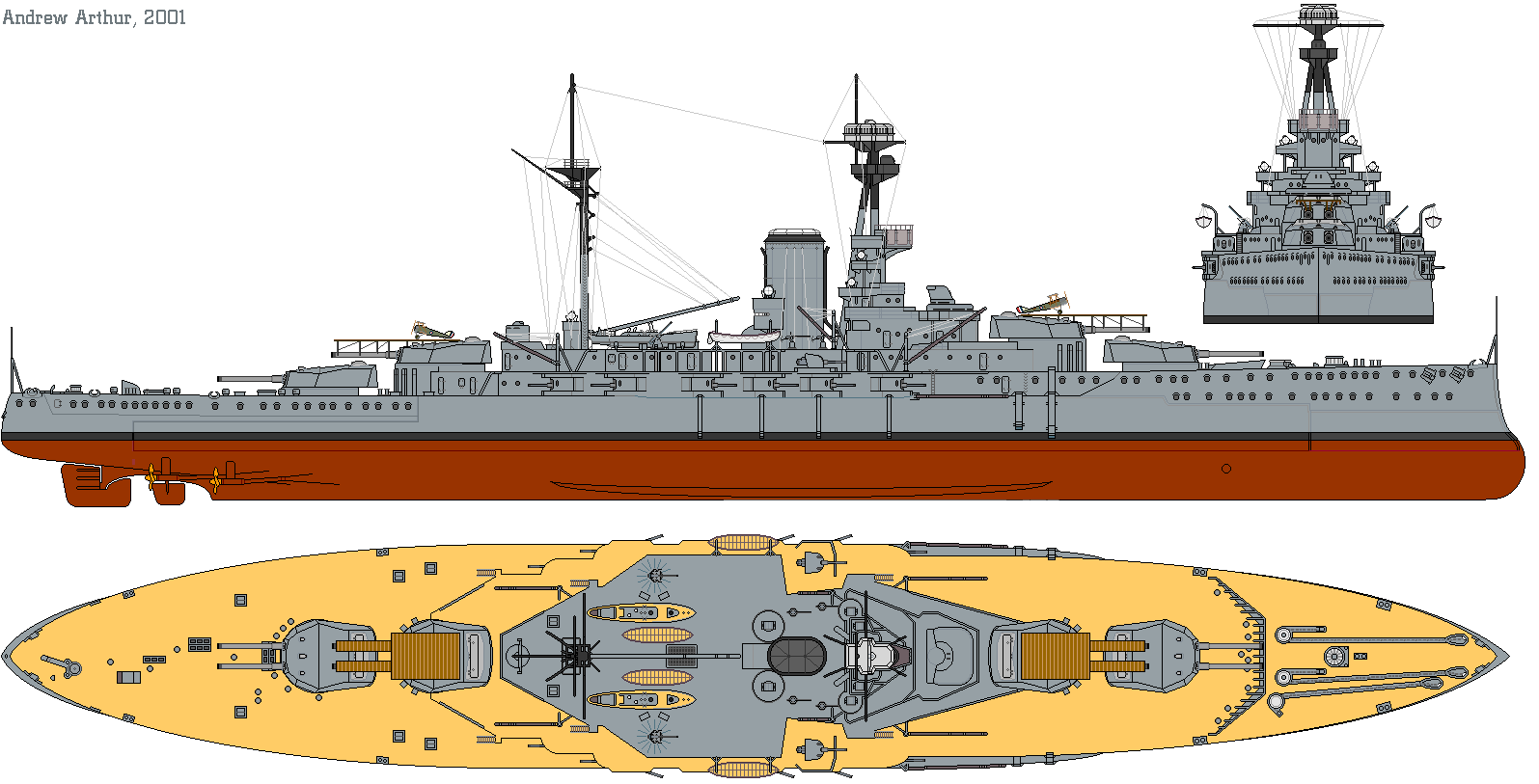
Il·lustració del vaixell germà HMS Revenge tal com va aparèixer el 1916

Els cuirassats super-dreadnought de classe Revenge van ser dissenyats com a versions lleugerament més petites, més lentes i més protegides dels anteriors cuirassats de la classe Queen Elizabeth. Com a mesura econòmica, es pretenia tornar a la pràctica anterior d'utilitzar gasoil i carbó, però el Primer Lord del Mar Jackie Fisher va rescindir la decisió d'utilitzar carbó l'octubre de 1914. Encara en construcció, els vaixells van ser redissenyats per emprar calderes de gasoil que augmentaven la potència dels motors en 9.000 cavalls de vapor (6.700 kW) sobre l'especificació original.
El Ramillies tenia una longitud total de 620 peus 7 polzades (189,2 m), una mànega de 101 peus 5,5 polzades (30,9 m) i un calat profund de 33 peus 7 polzades (10,2 m). Tenia un desplaçament dissenyat de 27.790 tones llargues (28.240 t) i desplaçava 31.130 tones llargues (31.630 t) amb càrrega profunda. Era accionat per dos parells de turbines de vapor Parsons, cadascuna impulsava dos eixos, utilitzant vapor proporcionat per divuit calderes Babcock & Wilcox. Les turbines tenien una capacitat de 40.000 hp (30.000 kW) i pretenien donar al vaixell una velocitat màxima de 23 nusos (42,6 km/h; 26,5 mph). Durant les seves proves al mar l'1 d'octubre de 1917, el vaixell va assolir una velocitat màxima de només 21,5 nusos (39,8 km/h; 24,7 mph) des de 42.414 hp (31.628 kW). Tenia una autonomia de 7.000 milles nàutiques (13.000 km; 8.100 milles) a una velocitat de creuer de 10 nusos (18,5 km/h; 11,5 mph). La seva tripulació comptava amb 909 oficials i homes el 1916. La seva alçada metacèntrica era de 3,4 peus (1 m) amb una càrrega profunda.
La classe Revenge estava equipada amb vuit canons Mk I de càrrega posterior (BL) de 15 polzades (381 mm) en quatre torretes de canons bessones, en dos parells de superfocs davant i darrere de la superestructura, designats "A", "B", "X" i "Y" de davant a darrere. Dotze dels catorze canons Mk XII BL de 6 polzades (152 mm) es van muntar individualment en casamates al llarg de la banda ampla del vaixell al mig del vaixell ; la parella restant estaven muntades a la coberta del refugi i estaven protegides per escuts. El vaixell també va muntar quatre canons de salutació de 3 lliures (47 mm (1,9 polzades). L'armament antiaeri (AA) consistia en dos canons de tir ràpid (QF) Mk I QF 3 de 3 polzades (76 mm) i 20 cwt. Estava equipada amb quatre tubs de torpede submergits de 21 polzades (533 mm), dos a cada costat.
El Ramillies es va completar amb dos directors de control de foc equipats amb telèmetres de 15 peus (4,6 m). Un estava muntat per sobre de la torre de comandament, protegit per una caputxa blindada, i l'altre es trobava a la part superior per sobre del pal del trípode. Cada torreta també estava equipada amb un telèmetre de 15 peus. L'armament principal també podria ser controlat per la torreta 'X'. L'armament secundari estava controlat principalment per directors muntats a cada costat de la plataforma de la brúixola al pal de proa un cop es van instal·lar l'abril de 1917. Es va muntar un director de control de torpedes amb un telèmetre de 15 peus a l'extrem posterior de la superestructura.
El cinturó de flotació del vaixell constava d'un blindatge cimentat Krupp (KC) que tenia 13 polzades (330 mm) de gruix entre les barbetes "A" i "Y" i s'aprimava de 4 a 6 polzades (102 a 152 mm) cap als extrems del vaixell, però no arribava ni a la proa ni a la popa. Per sobre d'això hi havia un fil d'armadura de 6 polzades de gruix que s'estenia entre les barbetes "A" i "X". Mampares transversals 4 a 6 polzades de gruix anaven en angle des dels extrems de la part més gruixuda del cinturó de flotació fins a les barbetes "A" i "Y". Les torretes de canó estaven protegides per 11 a 13 polzades (279 a 330 mm) de blindatge KC, excepte els sostres de les torretes que tenien 4,75 a 5 polzades (121 a 127 mm) de gruix. Les barbetes oscil·laven en gruix entre 152 i 254 mm (6-10 polzades) per sobre de la coberta superior, però només tenien entre 4 i 6 polzades de gruix per sota. Els vaixells de la classe Revenge tenien múltiples cobertes blindades que oscil·laven entre 1 i 4 polzades (25 a 102 mm) de gruix. La torre de comandament principal tenia 11 polzades de blindatge als costats amb un sostre de 3 polzades. El director de torpedes a la superestructura posterior tenia 6 polzades de blindatge que el protegien. Després de la batalla de Jutlàndia, es va afegir una polzada d'acer d'alta resistència a la coberta principal sobre els polvorins i es va afegir equip anti-flash addicional als polvorins.
El vaixell estava equipat amb plataformes de vol muntades als sostres de les torretes "B" i "X" l'any 1918, des de les quals podien llançar avions de caça i de reconeixement. També estava equipada per manejar un globus estel al mateix temps. Aquell mateix any, un caça Sopwith Pup va ser expulsat de la plataforma de la torreta B almenys dues vegades. Durant la dècada de 1920 es va desplegar un caça Fairey Flycatcher des d'aquesta mateixa plataforma. El 1927 es va instal·lar una catapulta d'avió giratòria a la cambra del Ramillies. Va ser retirat durant la seva reforma de 1929-1931. Les plataformes de vol es van retirar el 1932-1933. El setembre del 1936 es va afegir una catapulta al sostre de la torreta "X" així com una grua per manejar l'avió.

### Alteracions importants
Els telèmetres existents a les torretes "B" i "X" van ser substituïts per models de 30 peus (9,1 m) el 1919-1921 i les seves defenses antiaèries es van millorar mitjançant la substitució dels canons antiaeris originals de tres polzades per un parell de canons antiaeris QF de quatre polzades (102 mm) durant una breu reacondicionament el 1924. El Ramillies es va tornar a ser modificat entre 1926 i 1927, quan la seva protuberància es va estendre per sobre de la seva línia de flotació i els "tubs de trituració" es van retirar de la major part de la protuberància inferior. Es van afegir un parell addicional de canons antiaeris de quatre polzades, es van retirar els canons de sis polzades de la coberta del refugi i es va afegir un simple telèmetre d'angle alt a sobre del pont.
Durant una remodelació més àmplia entre 1933 i 1934, un director del sistema de control d'angle alt (HACS) Mk I va reemplaçar el telèmetre d'angle alt a la part superior i un altre va substituir el director de torpedes a popa. Es van afegir un parell de suports octuble per a Mk VIII "pom-pom" de 2 lliures (40 mm (1,6 polzades) a les plataformes al costat de l'embut i es van col·locar directors al pal de proa. Es van afegir un parell de muntatges quàdruples per a metralladores AA Vickers de 0,5 polzades (12,7 mm) al costat de la torre de control i el pal principal es va reconstruir com un trípode per suportar el pes del segon HACS. A més, es van retirar els tubs de torpede de popa. El juny de 1938 es van substituir les muntures individuals dels canons antiaeris per muntatges bessons, es van eliminar els tubs de torpede davanters, es va afegir una oficina de recerca de ràdio i es va retirar la catapulta.
Les modificacions en temps de guerra per als vaixells de la classe Revenge van ser bastant mínimes. Un parell de quatre canons "pom-poms" es van afegir a finals de 1941 sobre les torretes "B" i "X", així com deu canons Oerlikon de 20 mm que van substituir els muntatges quàdruples de calibre .50. El 1943 el Ramillies estava equipat amb un radar d'alerta primerenca tipus 279, un radar de recerca en superfície tipus 273, un radar d'artilleria tipus 284B per als canons principals, un parell de conjunts d'artilleria antiaèria tipus 285 i dos radars tipus 282 per al " pompons". Un embussos de míssils radioguiats tipus 650es va afegir abans de juny de 1944. Per estalviar pes i fer més espai disponible per a la tripulació addicional necessària per equipar els nous equips com els radars i els Oerlikon, es van retirar quatre canons de 6 polzades el 1943. A l'abril d'aquell any, es van afegir 10 Oerlikon més i tres addicionals el 1944–1945.

## Historial de servei

### Construcció i la Primera Guerra Mundial

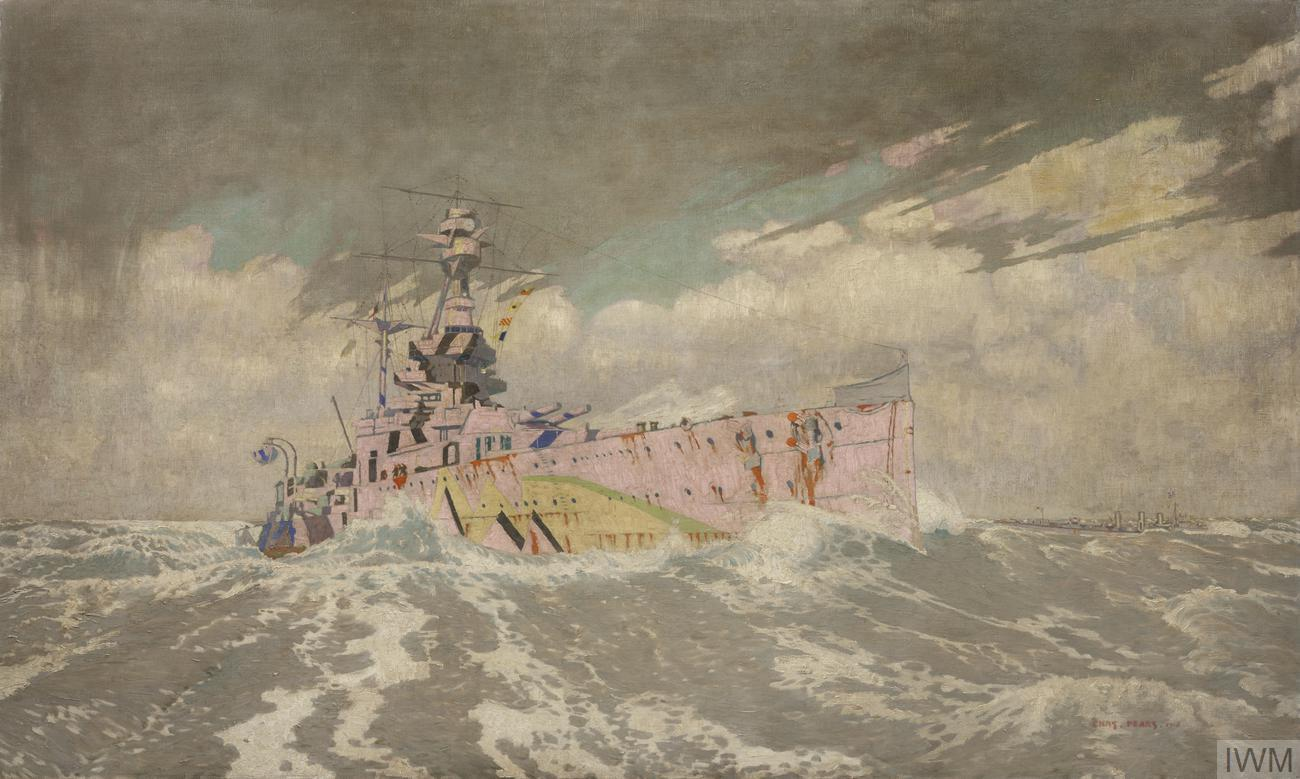
Pintura del Ramillies que representa els colors vibrants i les formes irregulars que van caracteritzar el camuflatge enlluernador durant la Primera Guerra Mundial

El Ramillies, el quart vaixell del seu nom per servir a la Royal Navy, se li va posar la quilla a la drassana William Beardmore and Company a Dalmuir, Escòcia, el 12 de novembre de 1913. Durant la construcció, es va prendre la decisió d'adaptar el vaixell amb protuberàncies antitorpedes, ja que el seu casc era el menys complet dels membres de la seva classe. Va ser batejat com a Ramillies en honor a la batalla de Ramillies de 1706 i va ser avarat el 12 de setembre de 1916, però va colpejar la rampa, danyant molt el fons del seu casc i els timons. Com que els dics secs de Dalmuir no eren prou llargs per acollir el Ramillies, es va haver de remolcar fins a la drassana Cammell Laird de Liverpool. No obstant això, el vaixell no estava en condicions de navegar, de manera que es van fer reparacions temporals a Dalmuir abans que pogués ser remolcat a Liverpool. El capità Henry Doughty va ser nomenat al comandament l'11 d'abril. Les reparacions inicials es van completar el maig de 1917, i ella va marxar el 7 de maig; va encallar pel camí i vuit remolcadors van haver d'alliber-lo el 23 de maig. Aquests accidents van retardar significativament la finalització del vaixell en comparació amb els seus vaixells germans, i va ser l'últim membre de la classe Revenge a entrar en servei amb la Gran Flota. El capità Percy Grant va rellevar a Doughty al juliol i el vaixell va ser assignat al 1r Esquadró de Batalla el setembre de 1917. El Ramillies va realitzar extenses proves al mar per determinar quin efecte tenien les protuberàncies sobre la seva velocitat i estabilitat, i quan va quedar clar que les protuberàncies no reduïen significativament la seva velocitat i, de fet, van millorar l'estabilitat, l'Almirallat va decidir instal·lar-les als seus quatre germans.
Després de l'acció del 19 d'agost de 1916, en què la Gran Flota havia perdut dos creuers lleugers a causa dels atacs dels submarins alemanys, l'almirall John Jellicoe, el comandant de la flota, va decidir que la flota no s'havia de posar en risc en aquestes sortides tret que la flota alemanya d'alta mar s'aventurés al nord o la situació estratègica justifiqués el risc. Per la seva banda, la flota alemanya va romandre al port o es va entrenar al mar Bàltic fins al 1917, ja que ambdós bàndols havien abandonat en gran part la idea d'una batalla decisiva a la superfície al mar del Nord. Ambdós bàndols es van dirigir a la guerra de posició, posant camps de mines navals, i Alemanya va reprendre la campanya de guerra submarina sense restriccions a principis d'any. Com a resultat, el Ramillies i la resta de la Gran Flota no van veure cap acció durant els dos últims anys de la guerra.
El 1917, Gran Bretanya va començar a fer arribar combois regulars a Noruega, escortats per forces lleugeres; els alemanys van atacar aquests combois dues vegades al final de l'any, fet que va fer que l'almirall David Beatty, que havia substituït Jellicoe l'any anterior, enviés esquadrons de batalla de la Gran Flota per escortar els combois. La Flota d'Alta Mar va sortir a la mar el 23 d'abril per atacar un dels combois escortats, però després que el creuer de batalla SMS Moltke sofrís un greu accident mecànic l'endemà, els alemanys es van veure obligats a interrompre l'operació. El Ramillies i la resta de la Gran Flota van sortir el 24 d'abril un cop van interceptar senyals sense fil del Moltke danyat, però els alemanys estaven massa per davant dels britànics i no es van disparar cap tret. El 21 de novembre de 1918, després de l'armistici, tota la Gran Flota va sortir del port per escortar la flota alemanya rendida fins a l'internament a Scapa Flow.

### Anys d'entreguerres

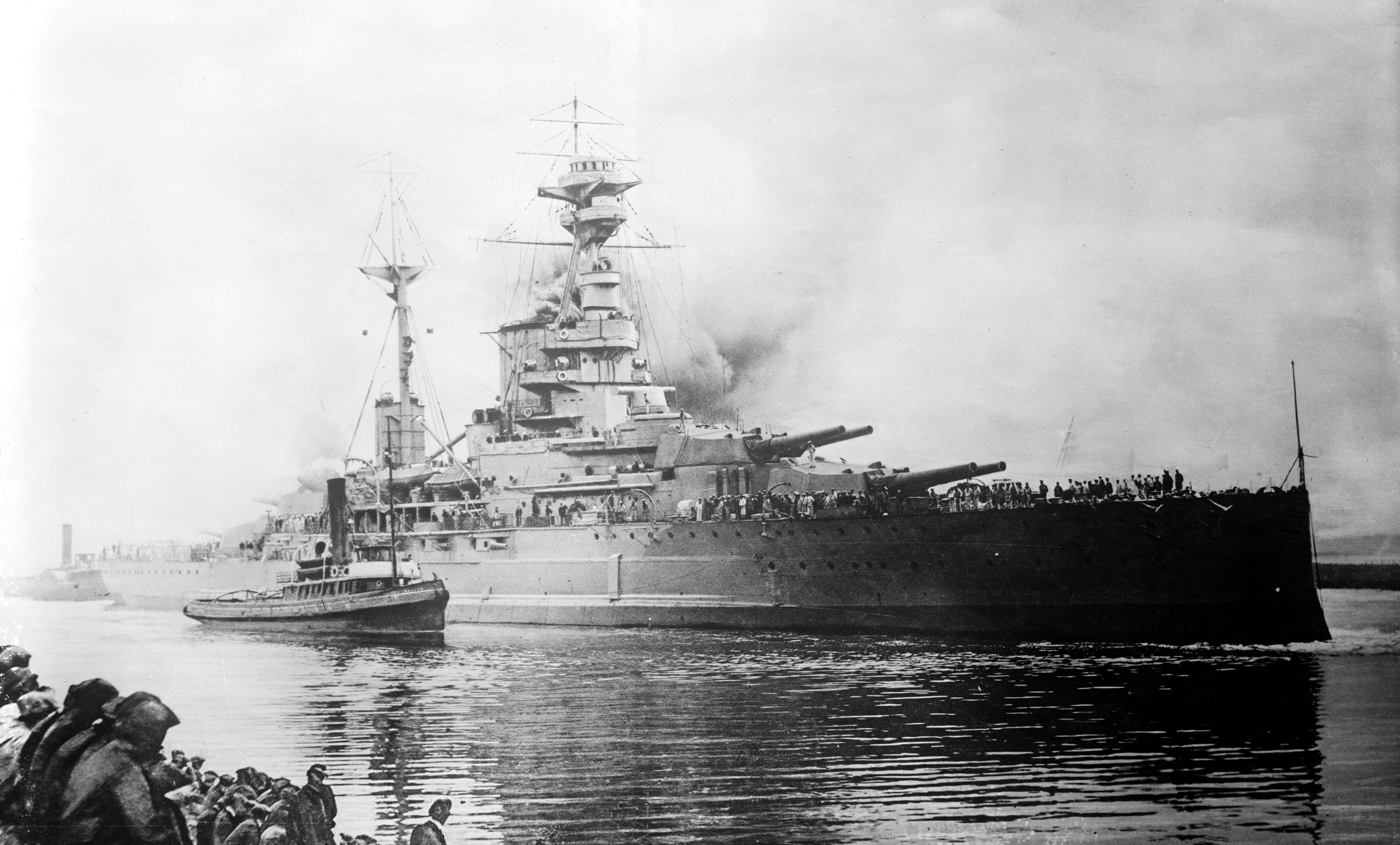
El Ramillies, probablement a finals dels anys 1910 o 1920

Durant les dècades de 1920 i 1930, el Ramillies va operar normalment amb els seus vaixells germans, a part dels períodes en què es van separar per a la seva reforma o modernització. Grant va ser rellevat pel capità John Luce l'1 de febrer de 1919A l'abril els vaixells van ser traslladats a la Flota de l'Atlàntic, encara com a part del 1r Esquadró de Batalla. Després van ser units a la flota mediterrània a principis de 1920 per a operacions a Turquia i al mar Negre com a part de les respostes britàniques a la guerra grecoturca i a la guerra civil russa, respectivament.
El 16 de març el Ramillies i els seus germans Revenge, Royal Oak i Royal Sovereign van desembarcar grups de Royal Marines i mariners per ajudar l'exèrcit britànic a ocupar Constantinoble. A principis del mes següent, el Ramillies i el Revenge van ser enviats a Geòrgia per controlar la situació mentre les tropes bolxevics s'acostaven a aquest país. . Luce va ser rellevat al seu torn pel capità Aubrey Smith el 9 d'abril. A mitjans de juny el Ramillies i el Revenge bombardejaven les forces nacionalistes turques que avançaven cap a Ismid, amb el primera emprant 46 obusos de quinze polzades i 657 amb els seus canons de sis polzades. Els germans també van descarregar els equips de desembarcament dels Royal Marines per reforçar la 242a Brigada d'Infanteria que defensava la ciutat. Van ser recolzats per hidroavions del Pegasus i de l'Ark Royal. Els mariners del Ramillies van abordar el creuer de batalla Yavuz Sultan Selim i el van preparar per ser remolcat lluny d'Ismid. El Ramillies, el Revenge i el Royal Sovereign van cobrir els desembarcaments a Tràcia oriental a principis de l'ofensiva d'estiu grega.
Els vaixells van tornar a la flota de l'Atlàntic a l'agost. El 1r i el 2n Esquadrons de Batalla es van fusionar el maig de 1921, amb el Ramillies i els seus quatre germans formant la 1a Divisió i els cinc cuirassats de la classe Queen Elizabeth formant la 2a Divisió. El capità Francis Mitchell va assumir el comandament del vaixell el 19 d'agost El Ramillies i tres dels seus germans van ser enviats de nou a la flota mediterrània el setembre de 1922 durant la crisi a Esmirna que va culminar amb el Gran Incendi d'Esmirna quan la Guerra Greco-Turca va arribar a la seva conclusió. Els vaixells operaven principalment als Dardanels i al mar de Màrmora. Amb la guerra acabada al novembre, els vaixells van ser lliures per tornar una vegada més a la flota de l'Atlàntic.
El capità Wilfrid Nunn va rellevar Mitchell el 20 d'abril de 1924 abans que el Ramillies se sotmetés a una reparació a Rosyth al juny. L'1 de novembre, la Flota de l'Atlàntic va patir una reorganització que va veure que els vaixells de la classe Queen Elizabeth eren enviats a la Flota del Mediterrani i els vaixells de la 1a Divisió es van reconstituir com a 1r Esquadró de Batalla. Va deixar de funcionar per a una àmplia remodelació a Devonport el setembre de 1926 que va concloure l'1 de març de 1927, quan va tornar a posar en servei. El Ramillies i els seus germans van ser traslladats a la flota mediterrània a l'agost. El capità Hubert Monroe va ser nomenat al comandament del vaixell el 3 de febrer de 1928. A l'agost i setembre, Ramillies va participar en exercicis de torpedes i antisubmarins. Va participar en maniobres simulant un atac sorpresa el gener de 1929 i després en exercicis combinats amb la Flota de l'Atlàntic dos mesos després. El capità Bernard Fairbairn va substituir Monroe a finals d'abril. Va anar a Jaffa al Mandat de Palestina l'octubre durant un període de disturbis a la ciutat. Ramillies va estar breument al Gran Port de Malta el gener de 1930. Va anar a Alexandria al setembre de 1930 en resposta als disturbis allà. El vaixell salpà el juny de 1932 per a una altra reforma extensiva a Devonport que va durar fins a l'agost de 1934. A principis de 1935, les classes Revenge i Queen Elizabeth van tornar a canviar de lloc, tot i que en aquest moment, la flota de l'Atlàntic havia estat rebatejada com a Home Fleet. El 16 de juliol, els vaixells van estar presents durant la revistas de la flota a Spithead per al jubileu de plata del rei Jordi V. El Ramillies va xocar accidentalment amb el vaixell de vapor alemany Eisenach en un vendaval a l'estret de Dover el 31 d'agost; el seu arc va quedar lleugerament danyat en l'incident.
A partir de 1936, va servir com a vaixell d'entrenament per a la Royal Naval Reserve i els grumets, un paper que va ocupar fins al desembre de 1937. Durant aquest període, ella i els seus germans van estar presents a la revista de la Coronació del rei Jordi VI el 20 de maig de 1937. El capità Edward Syfret va ser nomenat al comandament el 10 de gener de 1938. A partir del juliol, el vaixell va tenir una altra reparació a Devonport que va durar fins al febrer de 1939. El capità Harold Baillie-Grohman va assumir el comandament el 28 de setembre de 1938. L'Almirall Sir Martin Dunbar-Nasmith va inspeccionar la companyia del vaixell el 16 de febrer. Després de tornar a funcionar el 22 de febrer, va ser transferit a la flota mediterrània, encara que aquest període va ser de curta durada. El vaixell va ser traslladat de nou a la Home Fleet al juliol per utilitzar-lo com a vaixell entrenament. El 9 d'agost, va estar present durant una revisió de la flota per al rei a Portland. Després de la seva conclusió, va ser enviat a Alexandria, Egipte per Gibraltar, romanent-hi fins a l'octubre, moment en què la Segona Guerra Mundial havia esclatat a Europa.

### Segona Guerra Mundial

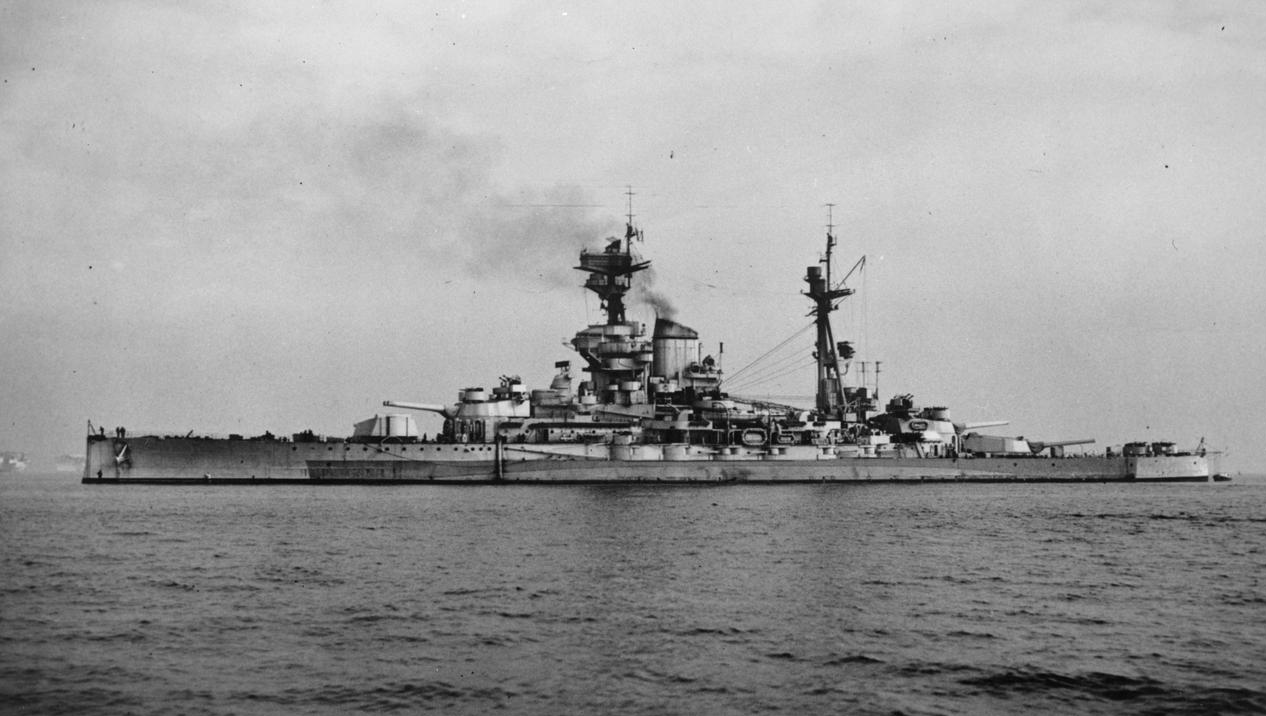
El Ramillies a Greenock el 1944. Se li aprecien els embussos de radar instal·lats a la part posterior del pal principal com a contramesura als míssils de ràdio guiats alemany Hensel HS293.

#### A l'Atlàntic i al Mediterrani
El 5 d'octubre de 1939, el Ramillies va rebre l'ordre d'abandonar Alexandria per unir-se a la Força d'Escort de l'Atlàntic Nord amb seu a Halifax, Nova Escòcia. L'endemà, l'ordre va ser anul·lada i, en canvi, va ser convocada a Alexandria per substituir el cuirassat Malaya a la flota mediterrània. Al novembre, va ser traslladada a Aden com a part de l'esforç de recerca del creuer pesat alemany Admiral Graf Spee, que atacava el comerç. El Ramillies va fer visites a ports a Austràlia en ruta cap a Nova Zelanda, arribant a Wellington el 31 de desembre, per trobar-se amb el comboi que transportava elements del 2n Cos Expedicionari de Nova Zelanda a Egipte. Va ser el primer cuirassat a visitar el país i Baillie-Grohman va rebre un piupiu maorí (una faldilla de guerrer feta de lli enrotllat) pel cap del Ngāti Poneke. El regal seguia una tradició establerta l'any 1913 pel creuer de batalla New Zealand, ja que el piupiu estava pensat per evitar els danys de la companyia del vaixell sempre que es portés mentre el vaixell estigués en perill.
El Ramillies va escortar el comboi a Austràlia on va ser reforçat per vaixells que transportaven unitats de la Segona Força Imperial Australiana i després a Aden on el cuirassat els va deixar per tornar a Austràlia per recollir un altre comboi de tropes per a l'Orient Mitjà. L'Admiral Graf Spee no va entrar mai a l'oceà Índic, per la qual cosa el Ramillies va ser traslladat de nou a la flota mediterrània el maig de 1940 quan la probabilitat que Itàlia s'unís a la guerra al bàndol alemany va començar a augmentar. Després de la declaració de guerra italiana el 10 de juny, la flota britànica va començar operacions contra posicions italianes a tot el Mediterrani. A finals de juny, el Ramillies es va ocupar d'escortar combois al Mediterrani en companyia de Royal Sovereign i el portaavions Eagle. A principis de juliol, després que França s'hagués rendit a Alemanya i mentre Gran Bretanya intentava neutralitzar els cuirassats francesos a la Mediterrània perquè no fossin capturats per Alemanya i Itàlia, Baillie-Grohman va negociar amb el comandant del cuirassat Lorraine a Alexandria per desmilitaritzar el seu vaixell mitjançant la descàrrega del combustible i retirant els blocs de recàrrega de les seves armes.
El 15 d'agost, el Ramillies va bombardejar el port italià de Bardia i Fort Capuzzo fora de Sollum amb els cuirassats Malaya i Warspite i el creuer pesant Kent. Els bombarders italians van atacar la flota britànica però no van aconseguir cap impacte; focs antiaeri pesats i caces del Eagle van abatre dotze avions italians. Els vaixells van escortar un comboi a Malta del 8 al 14 d'octubre; el mal temps va dificultar els esforços de reconeixement italians i el comboi va arribar a Malta sense incidents. El capità Arthur Read va rellevar Baillie-Grohman el 27 d'octubre. El vaixell va formar part de la força que va cobrir una sèrie de combois cap a Malta i Grècia a principis de novembre durant els quals el Ramillies va ser atacat pel submarí italià Pier Capponi quan s'acostava a Grand Harbour sense cap resultat. El cuirassat va escortar el portaavions Illustrious quan va colpejar la principal base naval italiana a Tàrent la nit de l'11 de novembre, causant greus danys a la flota de batalla italiana. Com a resultat de l'atac a Tàrent i la paralització de bona part de la flota de cuirassats italians, el Ramillies ja no era necessari per contrarestar la força de la Regia Marina (Reial Marina Italiana), per la qual cosa va ser reassignat a la Força d'Escort de l'Atlàntic Nord. Més tard, el 27 de novembre, va ser adjunta a la Força H per escortar un comboi de Malta durant la batalla del cap Spartivento, encara que no va veure cap acció. Al desembre, va tornar a Devonport per a una reparació, escortant un comboi de Gibraltar a Greenock, Escòcia, que va durar del 17 de desembre al 6 de gener de 1941.
El 12 de gener, el Ramillies es va posar en marxa per unir-se a l'escorta d'un comboi sortint d'Halifax amb destinació a l'Orient Mitjà. Va continuar les operacions de combois a l'Atlàntic Nord fins a l'agost, i durant aquest període, va escortar el comboi HX 106 que es va trobar amb els cuirassats ràpids alemanys Scharnhorst i Gneisenau el 8 de febrer. Els cuirassats alemanys lleugerament armats, equipats amb canons d'11 polzades (280 mm) i sota ordres d'evitar el conflicte amb els vaixells capitals enemics, no van atacar el comboi quan es van adonar que el Ramillies estava entre els vaixells d'escorta. El 23 de maig, Ramillies es va separar de les tasques d'escorta per al Convoy HX 127 per unir-se a la recerca del cuirassat alemany Bismarck, encara que no es va trobar amb el vaixell. El primer ministre Winston Churchill va visitar el vaixell el 16 d'agost a Hvalfjörður, Islàndia, mentre tornava d'una conferència a la badia de Placentia, Terranova, amb el president nord-americà Franklin D. Roosevelt on havien signat la Carta de l'Atlàntic. A la seva tornada al Regne Unit, el Ramillies va començar una llarga reforma a Liverpool que va durar fins al 20 de novembre.

#### Amb la Flota de l'Est
L'octubre de 1941 l'Almirallat va decidir que el vaixell havia de ser transferit al 3r Esquadró de Batallaque havia de tenir la seu a Colombo, Ceilan; s'hi van unir els seus tres germans supervivents. L'esquadró es va establir al desembre i es va adjuntar a la Força F. Amb l'inici de la Guerra del Pacífic el 7 de desembre, les forces navals eren necessàries a l'oceà Índic per protegir l'Índia britànica. A finals de març de 1942, la Flota Oriental s'havia format, sota el comandament de l'almirall James Somerville. Malgrat la força numèrica de la Flota de l'Est, moltes de les seves unitats, incloses els quatre cuirassats de classe  Revenge, ja no eren vaixells de guerra de primera línia. El poderós Kido Butai del vicealmirall Chūichi Nagumo, format per sis portaavions i quatre cuirassats ràpids, era significativament més fort que la flota oriental de Somerville. Com a resultat, només el Warspite modernitzat podria operar amb els dos portaavions de la flota; el Ramillies, els seus tres germans i l'Hermes es van mantenir allunyats del combat per escortar combois a l'oceà Índic.

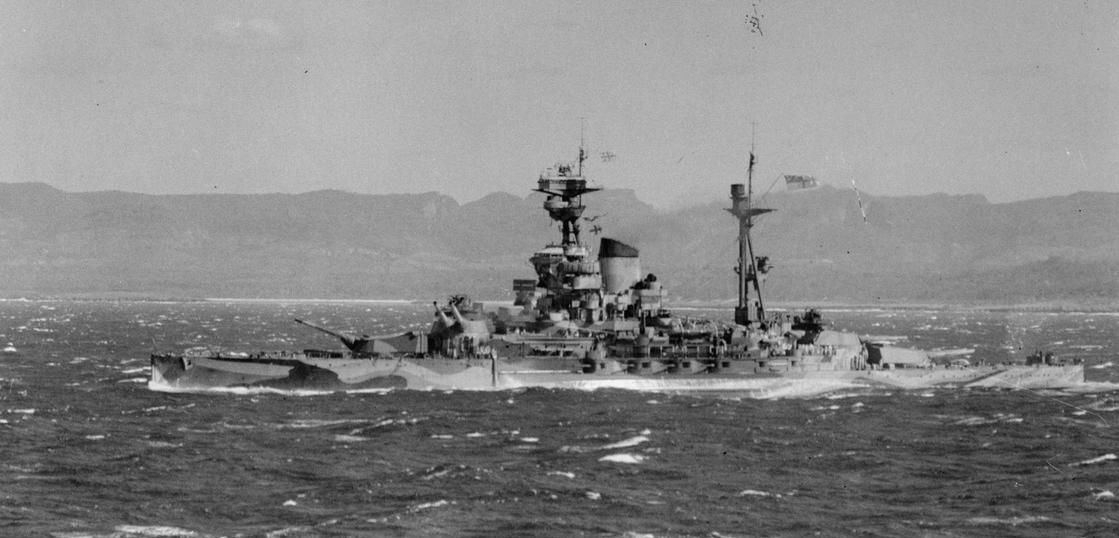
El Ramillies apropant-se a l'entrada del port de Diego-Suárez, maig de 1942

A finals de març, els trencadors de codis de l'Oficina Combinada de l'Extrem Orient, una branca de Bletchley Park, van informar a Somerville que els japonesos estaven planejant una incursió a l'oceà Índic per atacar Colombo i Trincomalee i destruir la seva flota. Per tant, va dividir la seva flota en dos grups: Force A, que constava dels dos portaavions de la flota, el Warspite i quatre creuers, i Force B, centrada en el Ramillies i els seus germans i el portaavions Hermes. Tenia la intenció d'emboscar la flota de Nagumo en una acció nocturna, l'únic mètode pel qual pensava que podia aconseguir una victòria. Després de tres dies de recerca de la flota japonesa sense èxit, Somerville va tornar a l'atol d'Addu, a les Maldives, per repostar. Mentre era allà, Somerville va rebre un informe que la flota japonesa s'acostava a Colombo, que van atacar l'endemà, el 5 d'abril, seguit d'atacs a Trincomalee el 9 d'abril. Després de la primera incursió el 5 d'abril, Somerville va retirar el Ramillies i els seus tres germans a Mombasa, Kenya, on van poder assegurar les rutes de navegació a l'Orient Mitjà i al Golf Pèrsic. Els quatre Revenge van sortir de l'atol d'Addu a primera hora del matí del 9 d'abril, amb destinació a Mombasa; van romandre allà fins al 1943.
Syfret va tornar a el Ramillies a finals d'abril com a contraalmirall, comandant de la força de cobertura per a la invasió de Madagascar (Operació Ironclad). El vaixell va proporcionar un grup de desembarcament de 50 Royal Marines que van ser transportats pel destructor Anthony a gran velocitat més enllà de les defenses costaneres de Diego Suárez a l'extrem nord de Madagascar a les fosques el 6 de maig. En desembarcar al port, van capturar el lloc de comandament de l'artilleria francesa juntament amb les seves casernes i el dipòsit naval. L'endemà, el cuirassat es va enfrontar a les bateries costaneres a la península d'Oronjia, però després d'aguantar unes quantes salves d'obusos de 15 polzades, els artillers francesos van decidir deixar de disparar. El Ramillies va romandre allí durant la batalla de Madagascar fins que la guarnició francesa es va rendir al novembre. El 30 de maig, els submarins nans japonesos que havien estat llançats pels submarins I-16 i I-20 van atacar els vaixells a Diego Suárez. Un dels submarins nans va marcar un cop a Ramillies just davant de la seva torreta "A" a babord. L'explosió va esquinçar un gran forat al casc i va provocar grans inundacions, tot i que els equips de control de danys la van contenir ràpidament i la ràpida contrainundació va impedir que s'inclinés fatalment. Encara baixant per la proa després de descarregar la major part de la seva munició, va poder, no obstant això, arribar a Durban, Sud-àfrica, a una velocitat de 9 a 10 nusos (17 a 19 km/h; 10 a 12 mph). Allà, va ser inspeccionada pel constructor H.S. Pengelly, que va assenyalar que "tot i que ara el vaixell té 26 anys i la majoria considera que és de poc valor a causa de la mida reduïda i les velocitats lentes, el Ramillies està en una forma excepcionalment bona, i jo hauria de preguntar-me si les naus capitals d'avui amb els seus escàndols més lleugers sobreviurien o no a un cop igual que aquesta vella, uns 26 anys després de ser construïdes."
El vaixell va patir reparacions temporals a Durban de juny a agost abans de posar-se en marxa cap a Devonport, on es van fer reparacions permanents. Va tornar al servei el juny de 1943 i al juliol va arribar a Kilindini a l'Àfrica oriental, on es va incorporar a la flota de l'Est; en aquell moment era l'únic cuirassat que quedava a l'estació. El capità Gervase Middleton va assumir el comandament el 23 d'agost. Va marxar el 28 de desembre, amb destinació a Gran Bretanya, on va ser equipat per al seu nou paper com a vaixell de bombardeig costaner. Després d'arribar el gener de 1944, va ser assignat a la Home Fleet.

#### Operacions Overlord i Dragon

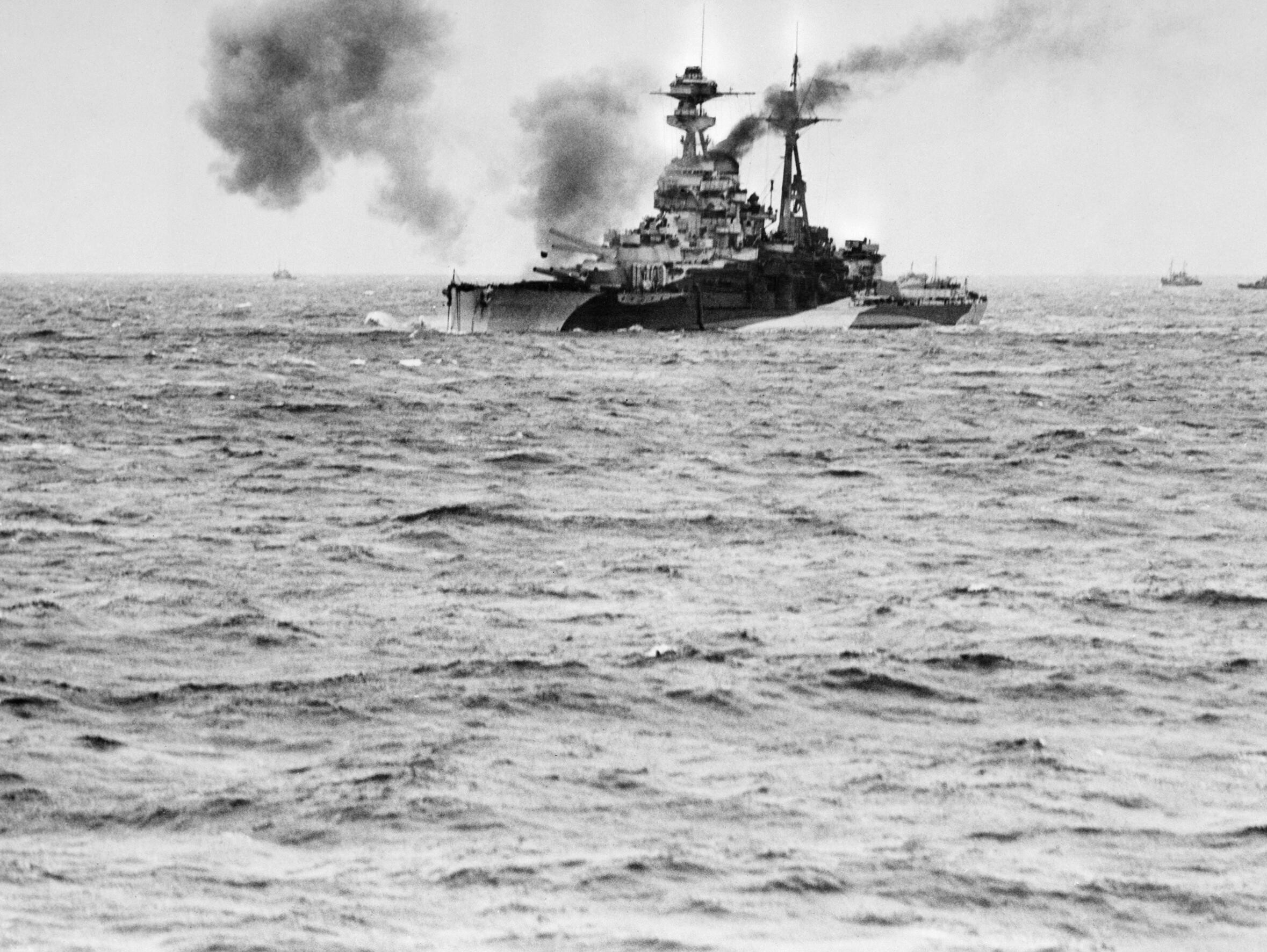
El Ramillies bombardejant posicions alemanyes a Normandia, 6 de juny de 1944

Després que es va completar la seva rehabilitació a principis de 1944 per augmentar les seves defenses antiaèries, el Ramillies va ser assignat a la Força de Bombardeig D, donant suport a la flota d'invasió durant el desembarcament de Normandia al juny. En companyia del Warspite, el monitor Roberts, cinc creuers i quinze destructors, la força de bombardeig va operar a l'est de Sword Beach, donant suport a Assault Force S. Després de reunir-se a la zona de Clyde, la força es va unir a la flota d'invasió principal a la matí del 6 de juny davant de la costa francesa. Els dos cuirassats van obrir foc cap a les 05:30, el Ramillies apuntava a la bateria alemanya a Benerville-sur-Mer. Poc després, tres torpedineres alemanyes van sortir de Le Havre per atacar el grup de bombardeig. Encara que van ser atacats tant per Ramillies com pel Warspite, així com pels creuers, els vaixells alemanys van poder escapar després de llançar quinze torpedes a llarg abast. Dos torpedes van passar entre el Warspite i el Ramillies, i només un vaixell, el destructor HNoMS Svenner, tripulat per noruecs, va ser colpejat i enfonsat.
Els cuirassats van reprendre el bombardeig de les bateries costaneres durant la resta del dia, suprimint els pesants canons alemanys, la qual cosa va permetre als creuers i destructors apropar-se per proporcionar suport de foc directe a les tropes que avançaven. El Ramillies va dur a terme onze trets contra la bateria de Bennerville amb un èxit considerable observat, fins al punt que la bateria no va mostrar cap senyal de vida a la tarda. Com a resultat, el desembarcament de comandos previst per neutralitzar-lo (operacions Frog i Deer) va ser cancel·lat. El parell de cuirassats van tornar a la seva estació l'endemà, aquesta vegada en companyia del cuirassat Rodney. Al llarg de la setmana següent, els cuirassats, amb el Rodney alternant amb el seu germà Nelson, van bombardejar contínuament les defenses alemanyes davant les platges d'invasió britànica i canadenca a Sword, Gold i Juno. Durant les seves tasques de bombardeig a la costa de Normandia, el Ramillies va disparar 1.002 obusos des de la seva bateria principal. Les seves armes gastades van haver de ser reemplaçades després a HM Dockyard, Portsmouth.
Al juliol, el Ramillies va ser traslladat a la Mediterrània quan les forces es reunien per a l'operació Dragoon, la invasió del sud de França que havia de tenir lloc el mes següent. El Ramillies va ser un dels cinc cuirassats que van donar suport als desembarcaments, és a dir, els cuirassats nord-americans Nevada, Arkansas i Texas, i el Lorraine de la França Lliure. A causa de la seva arribada tardana a la Mediterrània, no es va unir al Grup de Suport Alpha a Malta, sinó que va navegar directament des d'Alger per trobar-se amb el grup davant de la costa francesa a principis del 15 d'agost.
El Ramillies va dur a terme bombardejos entre el 15 i el 28 d'agost. El dia D, el Gunfire Support Group Alpha es va enfrontar principalment a les bateries costaneres que vigilaven el sector de desembarcament Alpha, al voltant del golf de St. Tropez. El Ramillies va disparar deu andanades a la bateria pesada al sud de St. Tropez a les 06:15 i vint-i-quatre a la bateria prop del cap Camarat a les 06:54. Des d'aleshores hi va haver poca necessitat de més suport, ja que la infanteria invasiva es va moure ràpidament cap a l'interior. El 17 d'agost, el Ramillies es va traslladar al sector Sitka i va bombardejar posicions alemanyes a l'illa de Port-Cros. Guiat per un avió observador que volava des del USS Quincy, va aconseguir sis impactes directes al fort de la ciutat.
Les forces terrestres van lluitar cap a l'oest cap a Toulon. El foc de suport de la força de bombardeig va ajudar les forces franceses que van capturar la meitat de la ciutat, però les bateries a la península de St. Mandrier van continuar resistint. Es va decidir que es faria un esforç decidit per destruir o capturar els forts el 25 d'agost i el dia abans, el Ramillies, que havia rebut l'ordre d'Alger, va rebre ordres de tornar a la zona d'assalt. En arribar a Porquerolles a les 14:00 del 25 d'agost, es va unir al Lorraine i a diversos creuers. Inicialment va regnar la confusió i el Ramillies no va obrir foc fins a les 16:40, disparant setze andanades abans que els seus objectius fossin enfosquits pel fum. Reiniciant el foc a les 18:38, va disparar quaranta-sis andanades més, anotant diversos impactes i silenciant dues bateries. Diverses bateries van continuar aguantant i el 26 d'agost, el bombardeig va continuar. El Ramillies va disparar trenta-cinc andanades, anotant impactes directes i no observant cap foc de represàlia. El 27 d'agost va disparar quaranta-vuit andanades més, de les quals almenys trenta-quatre van caure a 50 metres de les seves bateries objectiu. Els equips d'armes alemanys es van rendir l'endemà. El Ramillies va ser finalment alliberat de la zona d'assalt el 29 d'agost.

#### Destí

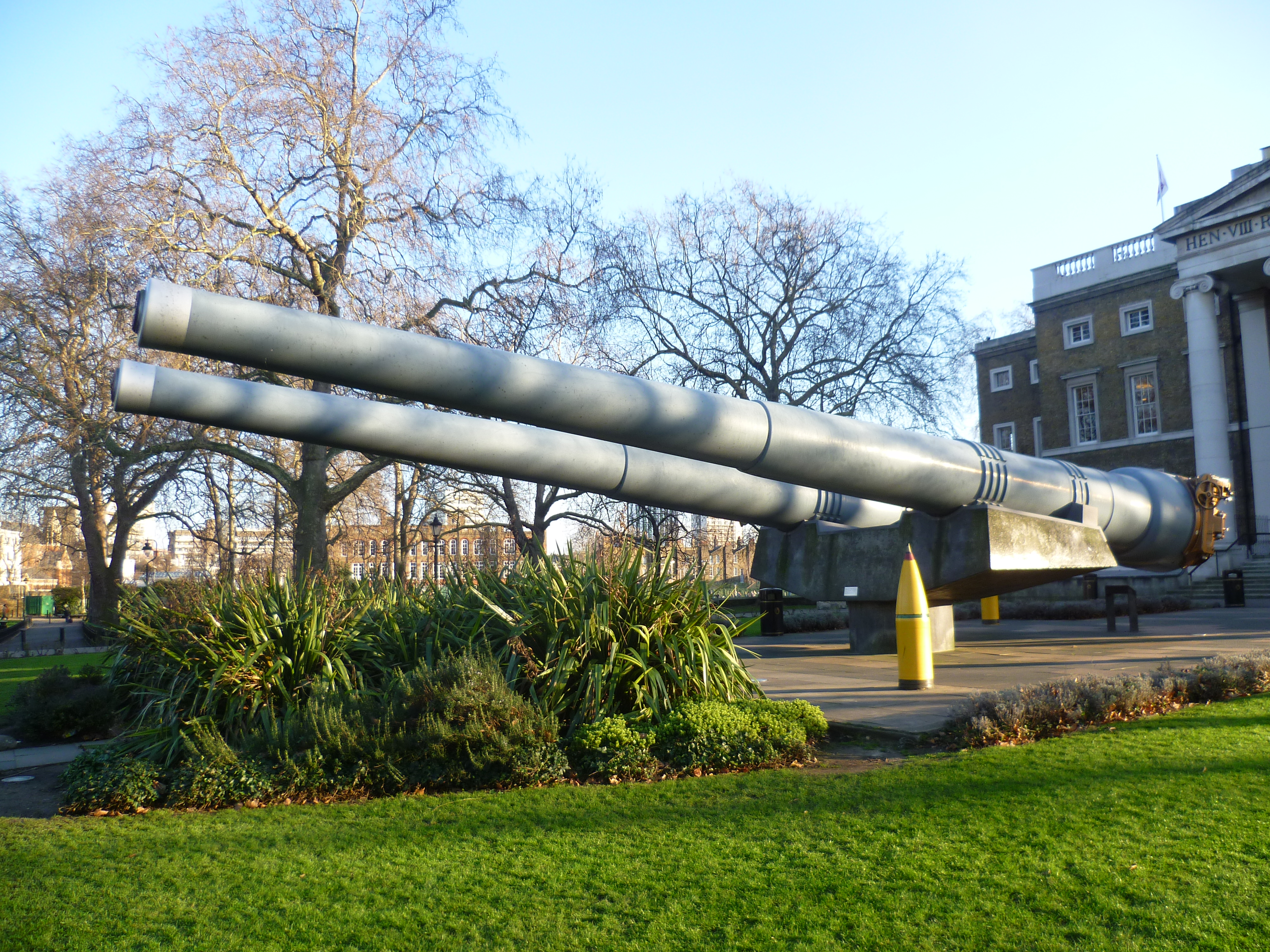
Un canó del HMS Ramillies (el proper) exposat davant de l'Imperial War Museum de Londres

El 31 de gener de 1945, la seva capacitat de bombardeig ja no era necessària, i el Ramillies va ser reduïda a la reserva a Portsmouth. Va ser parcialment desarmat convertit en un vaixell caserna el 15 de maig, després de la rendició alemanya. El vaixell estava unit a l'establiment d'entrenament HMS Vernon, on era conegut com Vernon III. El desembre de 1947, el cuirassat desgastat va ser col·locat a la llista d'eliminació i va ser transferit a la British Iron & Steel Corporation el 2 de febrer de 1948 per ser venut com a ferralla. Va ser portat a Cairnryan el 23 d'abril i posteriorment es va desballestar.
S'ha conservat un dels canons de 15 polzades del Ramillies i es pot veure fora de l'Imperial War Museum de Londres. El canó es va muntar a bord del vaixell el 1916 i va romandre al seu lloc fins al 1941, quan es va treure i es va guardar. L'arma es va utilitzar en les accions al voltant de Bardia i al cap Spartivento. Es va instal·lar a la seva ubicació actual l'any 1968, juntament amb una canó del Roberts.
L'escultura Beardmore va ser creada per Tom McKendrick per commemorar els empleats de la drassana Beardmore, tancada des de fa temps, a Dalmuir. Presentada el 9 de setembre de 2010, l'artista va optar per coronar l'escultura amb un model del Ramillies de 19 peus-8 polzades (6 m) .